# Traian Cornescu
Traian Hagi Cornescu (n. 1885, Botoșani – d. 1965, București) a fost un pictor, grafician și scenograf român.

## Biografie
A avut o bogată activitate în domeniul scenografiei la Teatrul Național din București și Teatrul Giulești în punerea în scenă a pieselor de teatru Femeia îndărătnică și Visul unei nopți de vară de William Shakespeare și Gaițele de Alexandru Kirițescu. A fost elevul lui Carl Lautenschläger, mașinist la Opera din München și al lui Stuk. A fost singurul elev al lui Ștefan Luchian și a fost căsătorit inițial cu pictorița Laura Cocea, nepoata lui Ștefan Luchian, apoi cu actrița Natașa Alexandra.
Câtă vreme a fost soțul Laurei Cocea, Traian Cornescu a fost și persoana care a stat aproape de Luchian până la moarte, ajutându-l pe acesta în momentele în care abia își mai putea mișca mâinile. După indicațiile lui Luchian, Cornescu trasa contururile, iar Luchian le umplea cu culoare. De asemenea, urmând indicațiile maestrului, aranja florile în vaze sau ulcele, îi pregătea șevaletul sau îi așeza culorile pe paletă.
Cu puțin timp înainte de a muri, Luchian a fost implicat într-un proces penal, fiind acuzat că a lăsat să i se falsifice tablourile de către numitul Traian Cornescu, pictor. Tablourile erau apoi semnate de Ștefan Luchian.

## Ilustrator de carte
A ilustrat o carte scrisă de Emanuil Grigorovitza (1857-1915), apărută în două ediții, în germană și franceză:
- Durch Rumaenien nach Aegypten 1912 [Text von Dr. Em. Grigorovitza. Zeichnungen von T. Cornescu]. Bucarest (Graph. Anstalt Socec & Co.), [1912]. (21,5 x 13,5). 154 p. cu ilustr.
- Vers l’Egypte, en traversant la Roumanie [par Em. Grigorovitza. Dessins de T. Cornesco]. Bucarest (Atel. Graphiques Socec & Co.), [1913]. (22 x 13,5). 122 p. cu ilustr.

## Distincții
- Ordinul „Meritul Cultural” în gradul de Cavaler cl. II, pentru teatru (23 septembrie 1942)[5]
- Ordinul „Meritul Cultural” în grad de ofițer (12 mai 1947)[6]
- titlul de Artist Emerit al Republicii Populare Romîne „pentru merite deosebite în activitatea artistică, cu prilejul împlinirii a 10 ani de la înființarea Teatrului Muncitoresc C.F.R.”[7]